# Silurus meridionalis
Silurus meridionalis är en fiskart som beskrevs av Chen, 1977. Silurus meridionalis ingår i släktet Silurus och familjen malfiskar. IUCN kategoriserar arten globalt som livskraftig. Inga underarter finns listade i Catalogue of Life.